# Под слънцето на сатаната
 Тази статия е за романа на Жорж Бернанос.  За филма на Морис Пиала вижте Под слънцето на сатаната (филм).  
„Под слънцето на сатаната“ (на френски: Sous le soleil de Satan) е първият роман на френския писател Жорж Бернанос, издаден през 1926 година.
Писан в продължение на няколко години след края на Първата световна война, романът маркира основните теми в цялото творчество на Бернанос. В центъра на сюжета е млад свещеник, измъчван от неморалността на паството си и чувството за собствената си безполезност, който се сблъсква с цял кръг персонажи, страдащи от злото в света.
„Под слънцето на сатаната“ е основа на едноименния филм от 1987 година на режисьора Морис Пиала.
Романът е издаден на български през 2005 година в превод на Галина Меламед и Тони Николов.